# Conculus lyugadinus
Espèce
Conculus lyugadinus est une espèce d'araignées aranéomorphes de la famille des Anapidae.

## Distribution
Cette espèce se rencontre au Japon, en Corée du Sud et en Chine,.

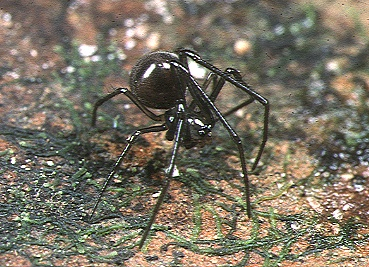
Conculus lyugadinus ♂

## Publication originale
- Komatsu, 1940 : On five species of spiders found in the Ryûgadô Cave, Tosa province. Acta Arachnologica, vol. 5, p. 186-195 (texte intégral).